# 브라이턴비치

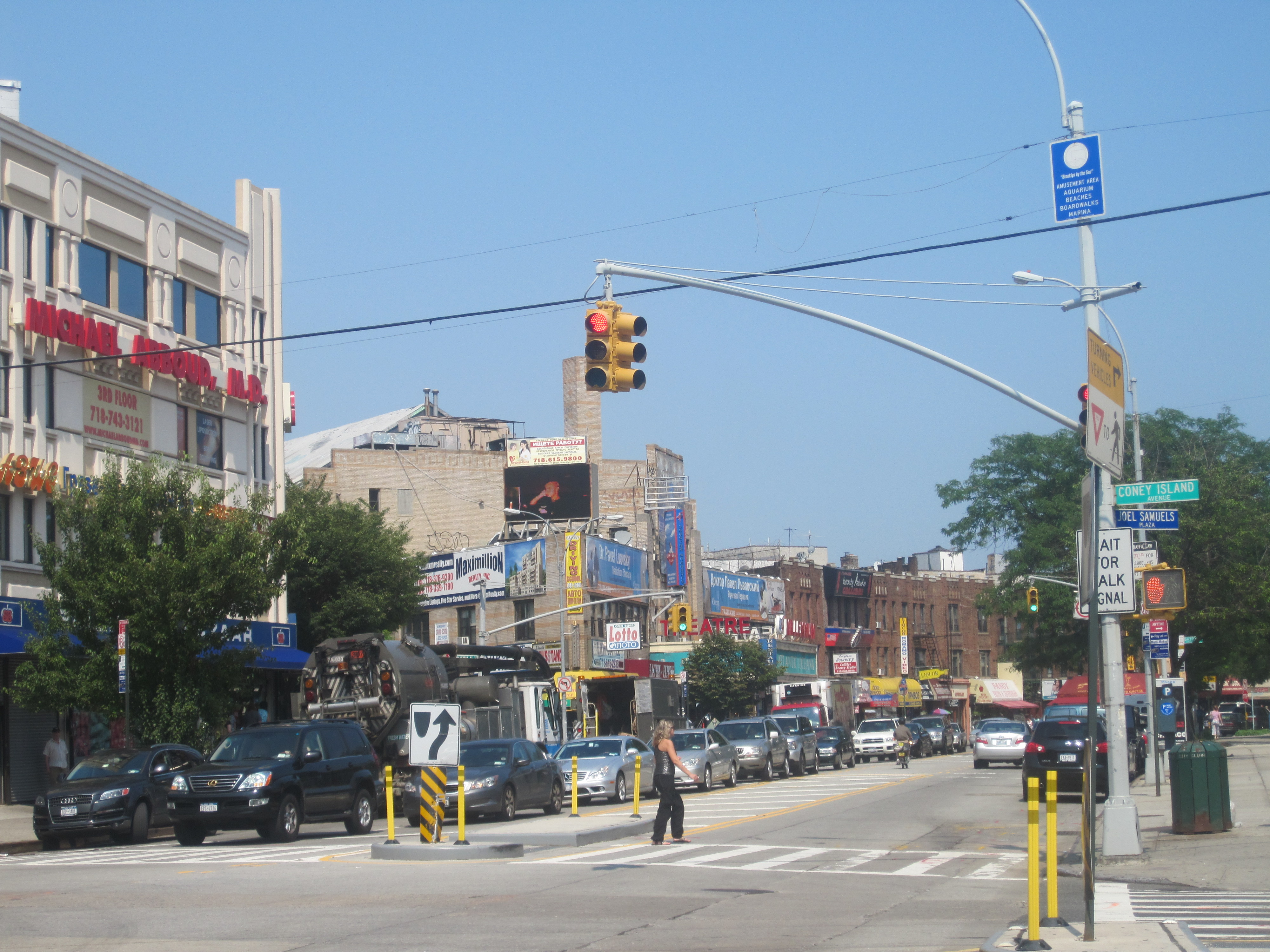
브라이턴비치

브라이턴비치(영어: Brighton Beach)는 미국 뉴욕주 뉴욕 브루클린 남부에 있는 동네로, 코니아일랜드에 속한다. 이 동네는 러시아어를 사용하는 이민자들이 많이 거주하는 곳으로 유명하며, 대서양을 따라 펼쳐진 해변과 코니아일랜드의 놀이공원과 가까워서 뉴욕 시민들이 여름에 즐겨 찾는 휴양지로도 유명하다.